# Tři Studně
Tři Studně település Csehországban, a Žďár nad Sázavou-i járásban. Tři Studně Sklené, Cikháj, Fryšava pod Žákovou horou és Vlachovice településekkel határos. Lakosainak száma 145 fő (2024. január 1.).

## Népesség
A település lakosságának változását az alábbi diagram mutatja:
| Lakosok száma | 257  | 215  | 177  | 124  | 109  | 99   | 102  | 105  | 109  | 145  |
|               | 1869 | 1900 | 1921 | 1961 | 1980 | 2011 | 2016 | 2019 | 2021 | 2024 |